# Portretten van Aert van Nes en Geertruida den Dubbelde
De portretten van Aert van Nes en Geertruida den Dubbelde, zijn twee 17e-eeuwse Nederlandse schilderijen, die door Bartholomeus van der Helst zijn geschilderd als pendanten. De portretten zijn opgenomen in de collectie van het Rijksmuseum Amsterdam.

## Achtergrond
De Rotterdammer Aert Jansse van Nes (1626-1693), zoon en kleinzoon van een scheepskapitein, werd officier bij de Staatse vloot. Hij liet begin jaren 60 een portret maken door Ludolf de Jongh, mogelijk naar aanleiding van zijn benoeming tot schout-bij-nacht in 1662. Dat schilderij is alleen nog bekend vanwege een gravure die Abraham Bloteling ernaar maakte. In 1668 trouwde Van Nes met Geertruida den Dubbelde (1647-1684). In datzelfde jaar gaf hij de schilder Bartholomeus van der Helst pedantportretten van hen te maken. Op de achtergrond van beide portretten is een zeegezicht te zien dat werd geschilderd door Ludolf Bakhuizen.
Aert van Nes bepaalde per testament in 1686 dat alle portretten in zijn bezit, soo van hem heer comparant en van sijn overleden huysvrouw, als van de voorouders en vrinden van hem heer comparant en deselve sijne huysvrouw, in de familie moesten blijven. In 1748 stierf deze tak in mannelijke lijn uit en zijn de schilderijen in het bezit gekomen van Jan van der Hey, kleinzoon van Aerts jongere broer Jan. Jan Jansse van Nes (1631-1680) liet in 1666-1668 door Ludolf de Jongh de portretten van Jan van Nes en Aletta van Ravensberg schilderen, die een stuk soberder van aard zijn. Er was nog een schilderij in de familie, dat bekendheid kreeg als Het zoontje van den Admiraal (1669) en gehouden werd voor een portret van een zoon van Aert van Nes. De jongen kon echter worden geïdentificeerd als Jan jr., zoon van Jan Jansse van Nes.
De portretten van Aert van Nes en Geertruida den Dubbelde bleven in particulier bezit tot ze in 1800 werden aangekocht voor de Nationale Konst-Gallery, een voorloper van het Rijksmuseum. In 1805 verscheen Bataafsche Kunstgallerij, uitgegeven door Adriaan Pietersz. Loosjes en Johannes Immerzeel, dat een aantal reproducties uit de collectie van het museum bevatte. Een daarvan was een gravure van het portret van Aert van Nes, gemaakt door J.C. Bendorp naar een tekening van Abraham Teerlink.
Portretten van Aert van Nes

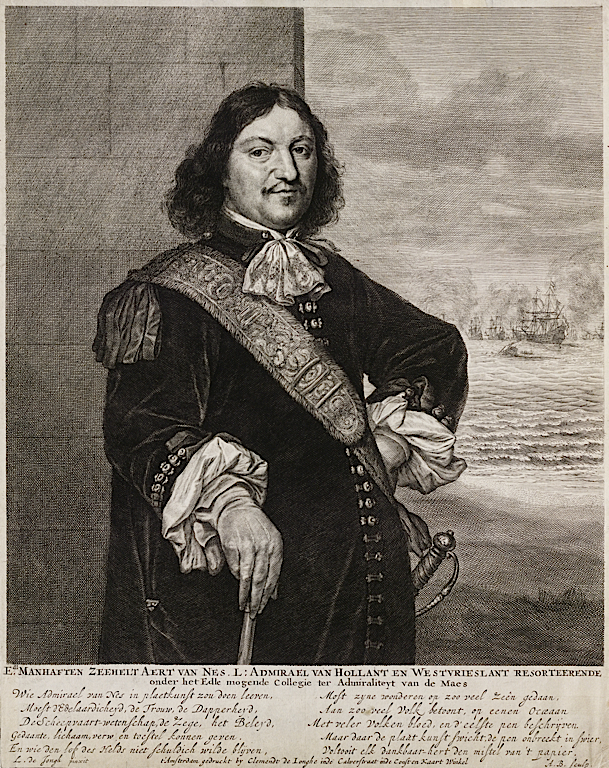
Prent van Abraham Bloteling, naar schilderij van Ludolf De Jongh
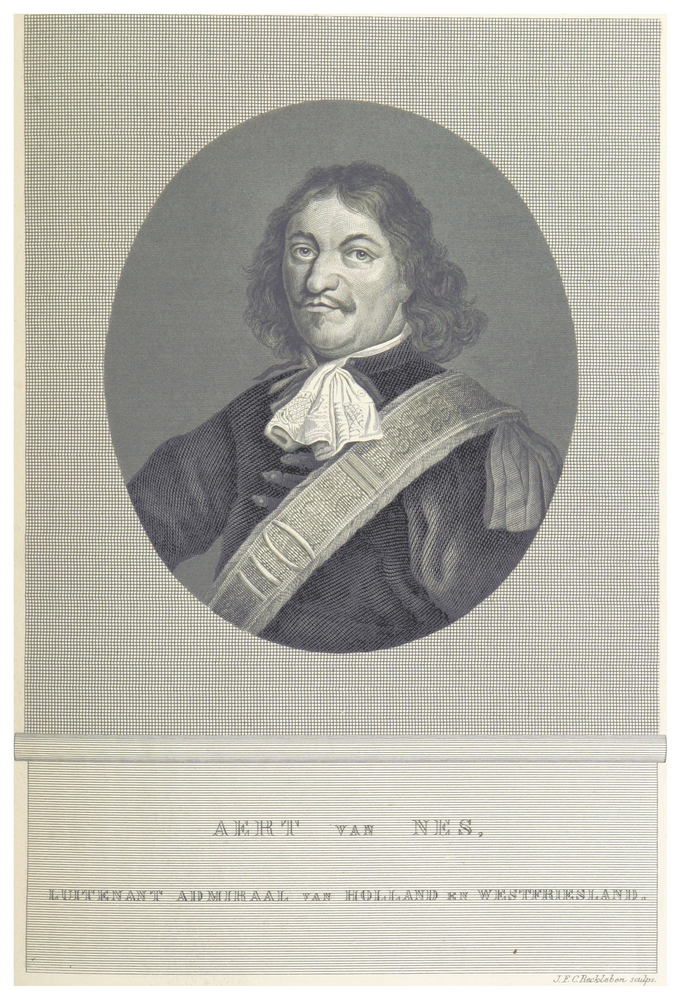
Prent van Jacob Houbraken naar Abraham Bloteling naar Ludolf de Jongh
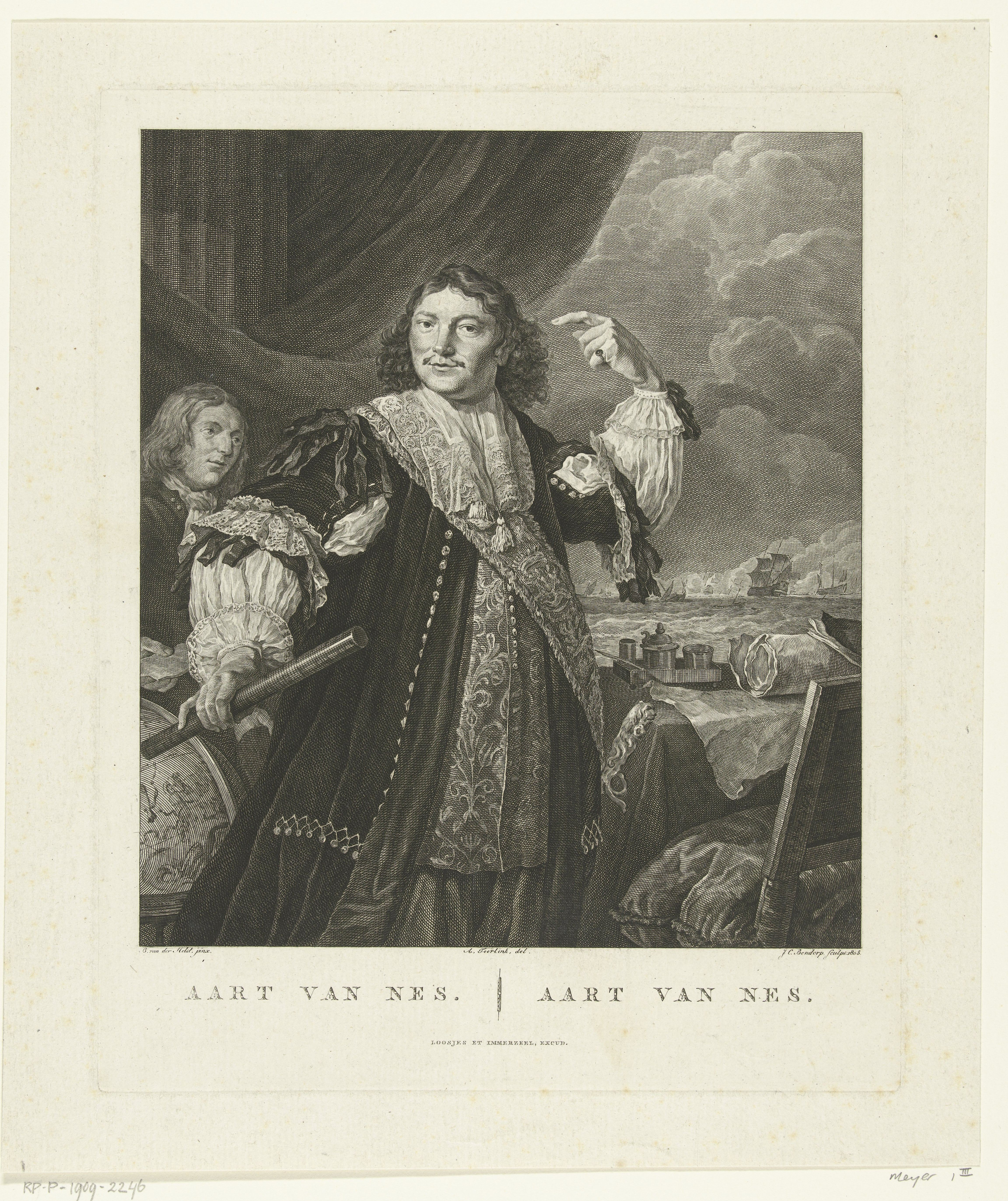
Prent van Johannes Christiaan Bendorp, naar tekening van Abraham Teerlink, naar schilderij van Bartholomeus van der Helst

## Beschrijving

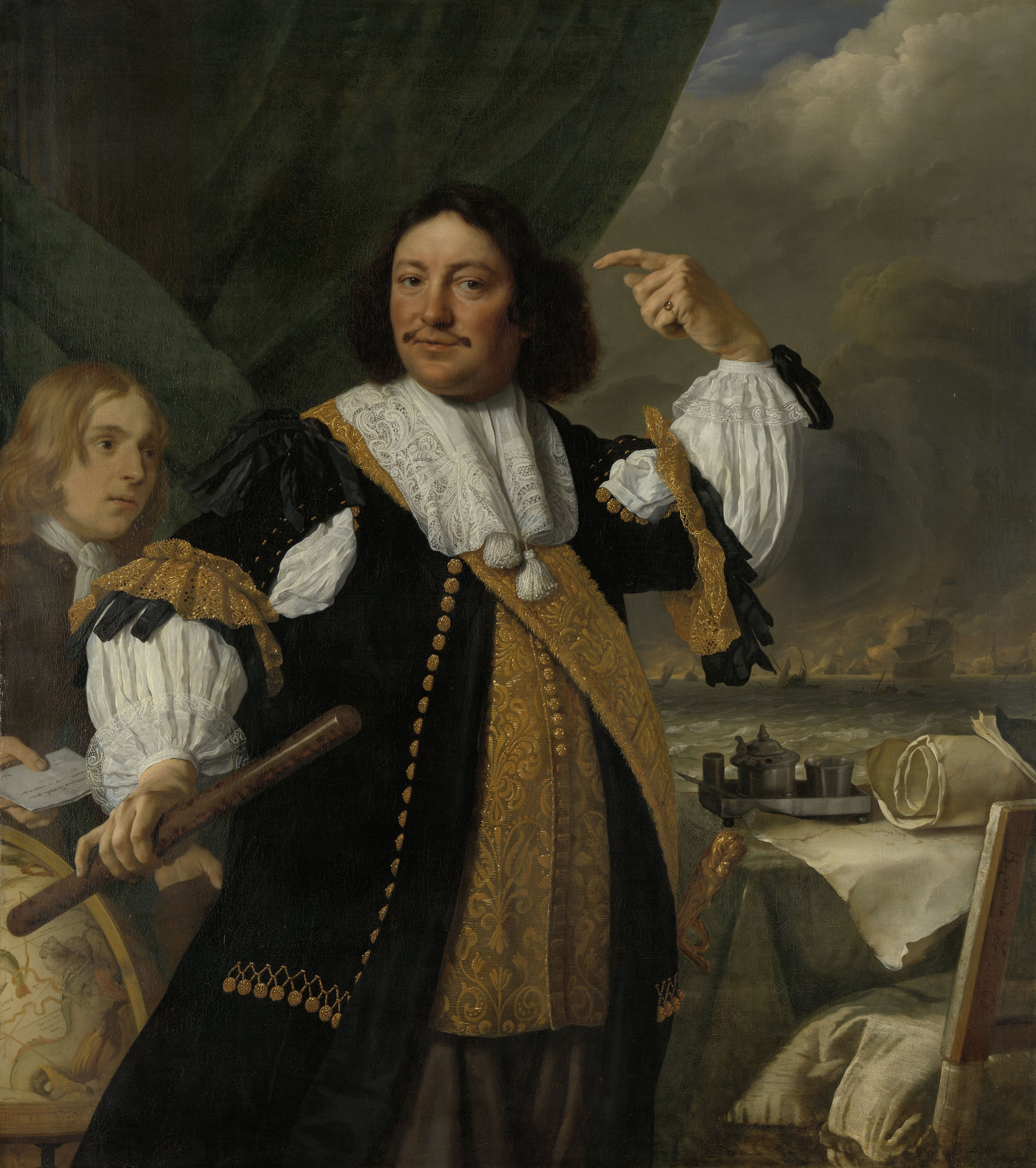
Aert van Nes

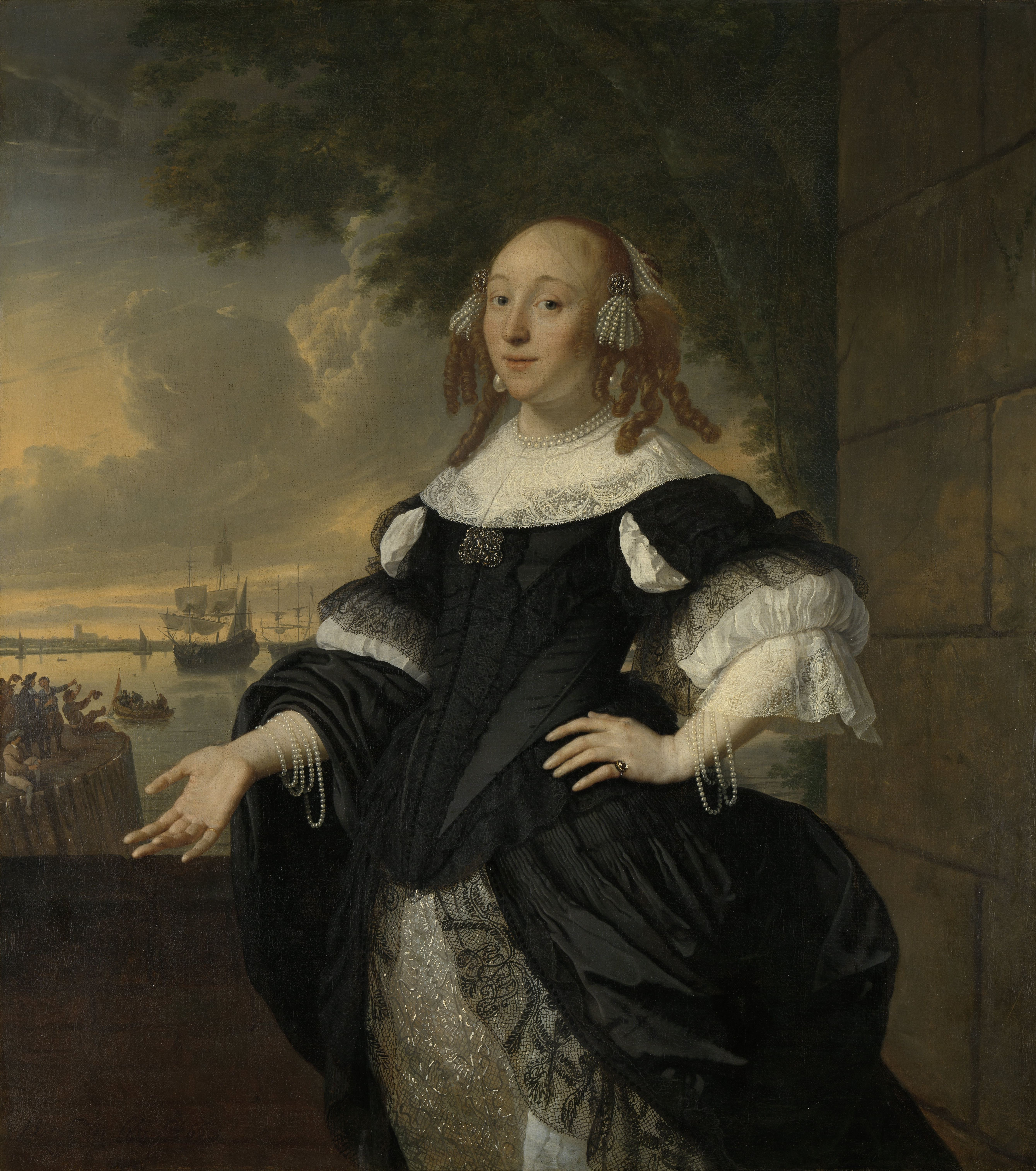
Geertruida den Dubbelde

### Aert van Nes
Het portret, een kniestuk, toont Van Nes staande en aanziend, gekleed in officiersjas (een rokjas met halflange mouwen) en brokaten vest, met een geborduurde en goud gestikte bandelier over zijn rechterschouder. Zijn hemd heeft een platte kraag met akertjes en kanten manchetten. De man heeft halflang, donker haar in een scheiding, en een snor. In zijn rechterhand houdt hij een commandostaf. Van Nes staat bij een tafel met daarop een inktstel en geografische kaarten liggen. Met zijn linkerhand wijst hij naar een bediende die links, vanachter een hemelglobe, met een brief komt aanlopen. In het verschiet is een zeeslag te zien.
Het werk is rechtsonder, op de stoelleuning gesigneerd en gedateerd B.vander.helst.1668.

### Geertruida den Dubbelde
Het portret toont Den Dubbelde aanziend en staand, met haar linkerhand in de zij en haar rechterhand uitgestoken. Ze is gekleed in een zwarte japon, afgezet met zwart kant, en wit kant aan het decolleté en de ondermouwen. Ze heeft een kapsel 'à la Sévigné' en draagt een chignonkapje. Onder de opgenomen overrok is een lichte, brokaten onderrok te zien. Als sieraden draagt ze een pinkring aan elke hand, parels in het haar en om de polsen.
De vrouw staat voor een balustrade met daarachter zicht op een haven met oorlogsschepen, waarop de Nederlandse driekleur wappert. Mensen op de kade, zwaaien met hoeden naar een vertrekkende sloep met bemanning. Aan de overzijde van het water zijn de contouren van Rotterdam, met de Laurenskerk te zien.
Het werk is linksonder gesigneerd en gedateerd B. vander helst f 1668.

## Provenance
De vijf portretten van de familie Van Nes in het Rijksmuseum, die Jan van Nes en Aletta van Ravensberg, van Aert van Nes en Geertruida den Dubbelde en het schilderij Het zoontje van den Admiraal van François Verwilt, werden eind 1800 aangekocht door C.S. Roos voor de Nationale Konst-Gallery in het Huis ten Bosch. Verkoper was Frans Munnikhuizen (1742-1820), oud-Luthers predikant in Rotterdam. Hij wilde aanvankelijk 6000 gulden voor de vijf schilderijen hebben, maar Roos wist af te dingen naar 4000 en kreeg een zesde schilderij toe. Dit zesde werk, een voorstelling van het kielhalen door Lieve Verschuier, is vermoedelijk niet afkomstig van de familie Van Nes. Uit reconstructies blijkt dat Munnikhuizen de portretten zal hebben gekocht van de Rotterdamse wijnkoper Jan van der Hey (1698-1778), zoon van Dirk van der Hey en Elisabeth van Nes en een kleinzoon van Jan Jansse van Nes.
De in 1798 opgerichte Nationale Konst-Gallery in het Huis ten Bosch, werd onder koning Lodewijk Napoleon omgedoopt tot Koninklijk Museum en ondergebracht in het Paleis op de Dam. Na een verhuizing rond 1815 naar het Trippenhuis kreeg het museum de naam Rijks Museum. In 1885 verhuisden de collecties van diverse Rijksverzamelingen naar het nieuwe Rijksmuseumgebouw aan de Stadhouderskade.